# John Masefield

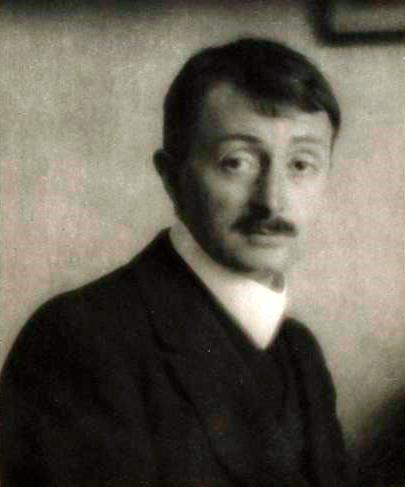
John Masefield, 1913, door Alvin Landon Coburn

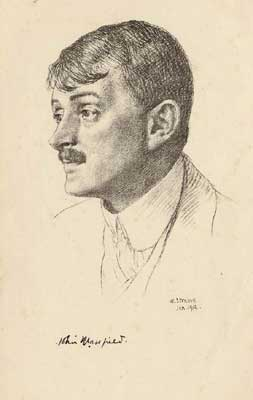
John Masefield op een portret van William Strang (1912)

John Masefield (Ledbury, 1 juni 1878 - Abingdon (Oxfordshire), 12 mei 1967) was een Engels dichter en prozaschrijver. In 1930 werd hij benoemd tot Poet Laureate, als opvolger van Robert Bridges.

## Leven
Masefields moeder overleed in het kraambed bij de geboorte van zijn zusje toen hij zes jaar oud was. Zijn vader overleed korte tijd later en hij werd ondergebracht bij een oom en tante. Al vroeg ontwikkelde hij een belangstelling voor de schoonheid van de natuur en hij was een gretig lezer. Hij bezocht de King's School in Warwick van 1888 tot 1891. Zijn tante spoorde hem aan tot een carrière op zee, in de hoop en verwachting dat hij zijn leesverslaving kwijt zou raken en een goede opleiding zou krijgen aan boord van het opleidingsschip HMS Warwick. Hier bracht hij verscheidene jaren door en hij bleek tijd genoeg te hebben om te lezen en te luisteren naar de zeemansverhalen. Hij verliet dit schip in 1894 en monsterde aan op de Gilcruix, die een reis naar Chili ondernam. Tijdens deze overtocht werd hij ernstig zeeziek en bij aankomst werd hij getroffen door een zonnesteek. Na enige tijd in een ziekenhuis te hebben gelegen, keerde hij terug naar Engeland. Zijn tante zorgde ervoor dat hij opnieuw naar zee ging. Na zijn volgende reis stapte hij van boord in New York, vastbesloten om iets anders van zijn leven te maken en schrijver te worden. In New York leidde hij een zwervend bestaan en had verschillende baantjes om in zijn onderhoud te voorzien. In 1897 keerde hij uiteindelijk terug naar Engeland, waar zijn ambities om schrijver te worden vaste vorm kregen.
Een aantal van zijn verhalen werd gepubliceerd in diverse tijdschriften en in 1898 kreeg hij zijn eigen rubriek in de Manchester Guardian. Zijn eerste gedichtenbundel verscheen in 1902 onder de titel Salt-Water Ballads. Met een bundel verhalen en sketches getiteld A Mainsail Haul (1905) vestigde hij zijn naam. Vervolgens publiceerde hij een groot aantal werken, waaronder  zowel gedichten als toneelstukken en kinderboeken. Hij trok veel aandacht met The Everlasting Mercy, een lang verhalend gedicht dat in 1911 werd gepubliceerd in 'The English Review'. Zijn alledaagse taalgebruik en de destijds enigszins controversiële inhoud veroorzaakten enige sensatie.
Zijn populariteit leidde ertoe dat hij in 1930 werd benoemd tot Poet Laureate. In 1935 ontving hij de Order of Merit uit handen van koning George V.
John Masefield overleed in mei 1967. Hij werd gecremeerd, overeenkomstig zijn wensen; zijn as werd bijgezet in de Poets' Corner in Westminster Abbey te Londen.

## Selecte bibliografie

### Drama
- The Tragedy of Pompey the Great (1910)
- Good Friday: A Play in Verse
- The Tragedy Of Nan
- The Coming of Christ

### Romans
- Captain Margaret (1908)
- Multitude and Solitude (1909)
- Martin Hyde: The Duke’s Messenger (1910)
- Lost Endeavour (Thomas Nelson), 1910)
- The Street of Today (1911)
- Jim Davis (Wells Gardner, 1911)
- The Dream (MacMillan, 1922), met illustraties van Judith Masefield
- Sard Harker (Heinemann, 1924)
- ODTAA (1926)
- The Midnight Folk (1927)
- The Hawbucks (1929)
- The Bird of Dawning (Heinemann, 1933)
- The Taking of the Gry (1934)
- The Box of Delights: or When the Wolves Were Running (1935)
- Victorious Troy: or The Harrying Angel (1935)
- Eggs and Baker (1936)
- The Square Pegg: or The Gun Fella (1937)
- Dead Ned (1938)
- Live and Kicking Ned (1939)
- Basilissa: A Tale of the Empress Theodora (1940)
- Conquer: A Tale of the Nika Rebellion in Byzantium (1941)
- Badon Parchments (1947)

### Non-fictie
- Sea Life in Nelson's Time (1905)
- Gallipoli
- The Old Front Line
- Grace Before Ploughing (Heinemann, 1966)